# Hibbingite
La hibbingite è un minerale appartenente al gruppo dell'atacamite.